# Доброго вечера, миссис Кэмпбелл
«Доброго вечера, миссис Кэмпбелл» (англ. Buona Sera, Mrs. Campbell) — американская комедия 1968 года кинокомпании United Artists, отснятая в Риме на киностудии Cinecittà Studios.

## Сюжет
Во время американской оккупации Италии Карла (Джина Лоллобриджида) несколько недель встречалась с Филом, Джастином и Уолтером — американскими военными (капрал, сержант и лейтенант). Когда бравая троица покидает страну, Карла узнает, что она беременна. Однако, кто именно отец её будущего ребенка, она не имеет ни малейшего понятия. Рассчитывая на денежную помощь в воспитании дочери Джиа, она обращается сразу к трем воякам. А чтобы не повредить своей репутации, Карла придумывает легенду: будто она вдова капитана Кэмпбелла, чье имя она позаимствовала с этикетки знаменитых консервов.
Однажды 20 лет спустя все они приезжают в Италию по местам боевой славы, и теперь все трое решают позаботиться о будущем Джиа…

## Премии
Три номинации на «Золотой глобус».